# ليسوتو
ليسوتو (/l[invalid input: 'ɨ']ˈsuːtuː/ ; li-SOO-too)، أو رسميًا مملكة ليسوتو (بالسوتية: Muso oa Lesotho)، هو بلد غير ساحلي معزولة في جنوب إفريقيا محاطة بدولة جنوب إفريقيا. تبلغ مساحتها 30,000 كم² (11,583 ميلًا مربعًا)، ويبلغ عدد سكانها ما يزيد قليلا عن مليوني نسمة. عاصمتها وأكبر مدنها هي ماسيرو. ليسوتو عضو في الأمم المتحدة ودول الكومنولث والجماعة الإنمائية للجنوب الإفريقي (سادك). اسم ليسوتو يترجم تقريبًا إلى "أرض الناس الذين يتحدثون السوتية". يعيش حوالي 40% من السكان تحت خط الفقر الدولي المقدر بحوالي 1,25 دولار أمريكي في اليوم سنة 2008 م.

## أصل التسمية
سميت بهذا لأن معناها في اللغة اللوسوتية جبل المملكة ولأنها واحدة من ثلاث ممالك باقية في إفريقيا بعد أن توحدت جميع أنظمة دول إفريقيا إلى النظام الرئاسي الديمقراطي.

## رموز الوطنية
ليسوتو، أرض آبائنا هو النشيد الوطني ليسوتو. تم كتابة كلمات فرانسوا كيلرد، مبشر فرنسي، وكان يتألف الموسيقى عن طريق فرديناند صامويل لور. وقد اُسْتُخْدِم كنشيد وطني منذ عام 1967. في الأصل، كان النشيد أربع آيات.
ليسوتو، أرض آبائنا،
من بين الأراضي التي هي أجمل.
من حيث ولدنا،
ومن حيث نشأنا
نحن نحبها.
الله، أرجو أن تحمي ليسوتو.
الصراع هو قطع، وضيق
أوه، هذه الأرض،
أرض آبائنا،
نرجو أن يكون هناك سلام.
سلام.
المطر.
الازدهار.

### العلم
العلم الوطني الحالي لليسوتو، اعتمد في 4 أكتوبر 2006، ويضم ثلاثة ألوان الأزرق والأبيض، والأخضر الأفقي مع مقروطة الأسود (قبعة ليسوتو) في المركز. تصميم وعرض لتكريم الذكرى 40 للاستقلال، ويهدف لتعكس التوجه السلمي للبلاد.

### الشعار
اعتمد شعار النبالة لليسوتو في 4 أكتوبر 1966 بعد الاستقلال. في الصورة هو التماسيح على درع ليسوتو. هذا هو رمز من سلالة من أكبر العرق ليسوتو، وسوتو. وراء الدرع هناك سلاحين عبرت، على أصغي (انس) وقنبكر (النادي). إلى اليسار واليمين من الدرع مؤيدون للدرع، اثنين من الخيول بصوته. في المقدمة هناك الشريط مع شعار وطني ليسوتو: خوستو، بولا، نالا (السوتو، إلى الإنجليزية: السلام، المطر، الازدهار). وقد تم الإبقاء على التماسيح على الدرع من الأسلحة باسوتولاند، سلف ليسوتو.

## التاريخ
اجتاحت الحروب القبليَّة جنوب إفريقيا في أواخر القرن الثامن عشر وبدايات القرن التاسع عشر، وقد أوشكت القبائل على أن تُفنى تمامًا، وقد تم تدمير البيوت وهرب بعض ضحايا هذا الصراع إلى مرتفعات ما يُسمى الآن ليسوتو. وقد أعطوا الحماية هناك على يد زعيم إفريقي يُسمى موشوشو. وقد بنى حصنًا على تل يُسمي جبل الليل يبعد مسافة 24كم عن المكان الذي تقع فيه الآن العاصمة ماسيرو. ومع حلول عام 1824م كان له حوالي 21,000 تابعٍ. وقد قام بتوحيدهم في شكل أمة الباسوتو.
ثم حاولت بريطانيا والبوير أن يهزموا الباسوتو، ولكن لم يتكلل مسعاهم بالنجاح. وفي الفترة 1856 ـ 1868م ظل الباسوتو في حرب ضد المستوطنين البوير. وفي عام 1868م طلب موشوشو الحماية من إنجلترا، فقامت بريطانيا بتأسيس محمية باسوتو لاند وصار موشوشو وشعبه رعايا بريطانيين. ولقد توفي موشوشو في عام 1870م. وفي 1871م وُضِعَت المقاطعة تحت حكم مستعمرة رأس الرجاء الصالح البريطانية والتي هي الآن جزء من جنوب إفريقيا. وقد حاولت حكومة هذه المستعمرة أن تنزع السلاح عن الباسوتويين لكنهم قهروا جنود الرأس. وأُعِيْد تأسيس باسوتو في عام 1884م بوصفها محمية بريطانية كان يحكمها إداري بريطاني استعماري. وقد حُرّم على البيض أن يحصلوا على أرض في المحمية، وضمنت بريطانيا بأن باسوتولاند لن تبتلعها المستعمرات المجاورة التي يحكمها البيض.
تأسس مجلس باسوتولاند في عام 1910م. وهو يتكون من زعماء وأعضاء منتخبين، وقد كان مجلسًا تشريعيًا وطنيًا إلى أن صارت باسوتولاند مستقلة. أما مجالس الأحياء التي تأسست في 1943م فهي تدير الحكومة المحلية للبلاد.
ولقد تمت صياغة الدُّستور في 1960م وروجع في 1964م وكان خطوة أساسية في طريق الحكم الذاتي. كما عقدت الانتخابات الأولى تحت هذا الحكم في عام 1965م وفاز فيها حزب باسوتولاند الوطني بــ 31 مقعدًا من 60 مقعدًا في المجلس الوطني في ذلك الوقت وأصبح زعيم الحزب جوناثان ليبوا رئيسًا للوزارة. وأصبح حفيد موشوشو ملكًا للبلاد. وفي عام 1966م أصبحت محمية باسوتولاند مملكة ليسوتو المستقلة.
وفي الانتخابات العامَّة التي جرت في 1970م أشارت استطلاعات الرأي المبكرة إلى أن الحزب الوطني لن يحتفظ بأغلبيته في المجلس الوطني، فقام الزعيم جوناثان عندئذ بتعليق الدستور والانتخابات وظل يحكم ليسوتو باعتباره رئيسًا للوزراء. وفي عام 1986م أطاح الزعماء العسكريون بجوناثان وسيطروا على الحكم. وأصبح اللواء جستن ليخانا رئيسًا للحكومة العسكرية. وفي عام 1990م، أقصت الحكومة موشوشو الثاني وعينت ابنه ليتسي ديفيد موهاتو ملكًا للبلاد بوصفه ليتسي الثالث. وفي عام 1991م، أطاح انقلاب عسكري بالرئيس ليخانا. وفي عام 1993م، أقيمت الانتخابات البرلمانية، وحاز حزب مؤتمر باسوتو جميع مقاعد البرلمان (65 مقعدًا آنذاك) وأصبح زعيم الحزب نتسو موخيل رئيسًا للوزراء. جردت الحكومة الجديدة الملك من سلطاته، وجعلت دوره شرفيًا.
وفي خطوة غير دستورية، حل الملك ليتس البرلمان عام 1994م واستبدل به مجلسًا مؤقتًا. أعلن المجلس الجديد عن رغبته في تعديل الدستور وإعادة موشوشو ملكًا للبلاد. توفي الملك موشوشو عام 1996م وعاد ليتسي الثالث ملكًا مرة أخرى.
وفي عام 1997م، انشقت جماعة كبيرة عن حزب مؤتمر باسوتو وكونت حزباً جديداً أطلقت عليه اسم مؤتمر ليسوتو من أجل الديمقراطية. حصد الحزب الجديد 79 مقعداً من مقاعد المجلس الوطني الثمانين عام 1998م. احتجت أحزاب المعارضة على نتائج الانتخابات، وادعت أن الحزب الحاكم عمل على تزويرها. أرسلت جنوب إفريقيا وبتسوانا قواتهما لدعم الحكومة الشرعية في ليسوتو. وبعد معارك دامية بين الطرفين اتفقت الحكومة وأحزاب المعارضة على إجراء انتخابات جديدة خلال 18 شهراً.

## السياسة والحكومة

### نظام الحكم
ليسوتو هي إحدى دول الكومنولث.
حكومة ليسوتو هي نظام ملكي برلماني أو دستوري. رئيس الوزراء السابق باكاليثا بيثويل موسيسيلي، هو رئيس الحكومة والسلطة التنفيذية. الملك يؤدي دوراً شرفي إلى حد كبير، وأنه لم يعد يمتلك أي سلطة تنفيذية، ويحظر عليه المشاركة بنشاط في المبادرات السياسية.

### المجالس
مؤتمر ليسوتو من أجل الديمقراطية (إل سي دي) يسيطر على غالبية في الجمعية الوطنية (مجلس النواب في البرلمان) مع 62 مقعدا. في كل اتفاقية باسوتو (ايه بي سي)، شكل حزبا قبل وقت قصير من الانتخابات تحت قيادة وزير الخارجية السابق توم تابان، هو حزب المعارضة الرئيسي. حزب باسوتو الوطني (الحزب القومي)، والتحالف من الأطراف الكونغرس (أكب) والتي شكلت حديثا باسوتو العمق الحزب الديمقراطي (BBDP) والحزب الوطني الديمقراطي باسوتو (BDNP) ليسوتو من بين غيرها من أحزاب المعارضة الخمسة الممثلة.
أي بي سي جلبت تغييرا جذريا في سياسة ليسوتو، وذلك بسبب وجود فاز في 17، والمناطق الحضرية أساسا، مقعدا من أصل مقاعد الدائرة 80، إلا بعد بضعة أشهر من تشكيلها في سبتمبر 2006. من 40 مقعدا النسبي التمثيل المستقل للحزب الوطني (خطة التنفيذ الوطنية)، وهو حليف البرلمانية للحزب الحاكم، لديها أكبر عدد من المقاعد في 21. العمال ليسوتو طرف لديه ثاني أعلى عدد من المقاعد يتناسب مع 10. الحزب القومي هو حزب المعارضة مع أكبر خسارة في انتخابات شباط / فبراير 2007 مع خفض تمثيلها 21-3 مقعدا. تمثل ما مجموعه 12 حزبا سياسيا في البرلمان المؤلف من 120 عضوا.
ودعا المجلس الأعلى للبرلمان، مجلس الشيوخ، ويتألف من 22 رؤساء الرئيسي عضويتها وراثي، وأحد عشر المعينين من الملك، بناء على نصيحة رئيس الوزراء.

### الدستور
ينص الدستور على نظام قضائي مستقل، ويتألف من المحكمة العليا، محكمة الاستئناف، ومحاكم الصلح، والمحاكم التقليدية التي توجد في الغالب في المناطق الريفية. لكن كل واحد من القضاة في محكمة الاستئناف والحقوقيين في جنوب أفريقيا. لا يوجد أي محاكمة أمام هيئة محلفين، بل والقضاة إصدار الأحكام وحدها، أو في حالة من المحاكمات الجنائية، مع اثنين من القضاة الآخرين بصفة مراقب.
الدستور يحمي أيضا الحريات المدنية الأساسية، بما في ذلك حرية التعبير وحرية تكوين الجمعيات، وحرية الصحافة، وحرية التجمع السلمي وحرية الدين. وكانت ليسوتو في المرتبة 12 من أصل 48 من البلدان الأفريقية جنوب الصحراء الكبرى في مؤشر إبراهيم لعام 2008 الحكم في أفريقيا.
إلا أن هناك حركة متنامية، وميثاق الحركة الشعبية، داعيا إلى ضم العملية من البلد من جنوب أفريقيا بسبب وباء الإيدز الذي يصيب ثلث السكان. البلد يواجه ارتفاع نسبة البطالة، والانهيار الاقتصادي، وضعف العملة ووثائق السفر الفقراء تقييد حركتهم. توقف تقرير للاتحاد الأفريقي ودعا للتكامل الاقتصادي ليسوتو مع جنوب أفريقيا لكنها قصيرة من اقتراح الضم. في مايو 2010 أصدرت حركة الميثاق التماسا إلى التكامل في جنوب أفريقيا المفوضية السامية الطالبة. ورفض المتحدث باسم جنوب أفريقيا للشؤون الداخلية رونى مامويبا فكرة أنه ينبغي معاملة ليسوتو كحالة خاصة. نقلا عن "انها دولة ذات سيادة مثل جنوب أفريقيا وأرسلنا مبعوثين إلى جيراننا — بوتسوانا وزيمبابوي وسوازيلاند وليسوتو — قبل أن إنفاذ حكم جواز السفر عند السفر من بريطانيا إلى جنوب أفريقيا، لا تتوقع لاستخدام. جواز سفر؟

### التقسيمات الإدارية

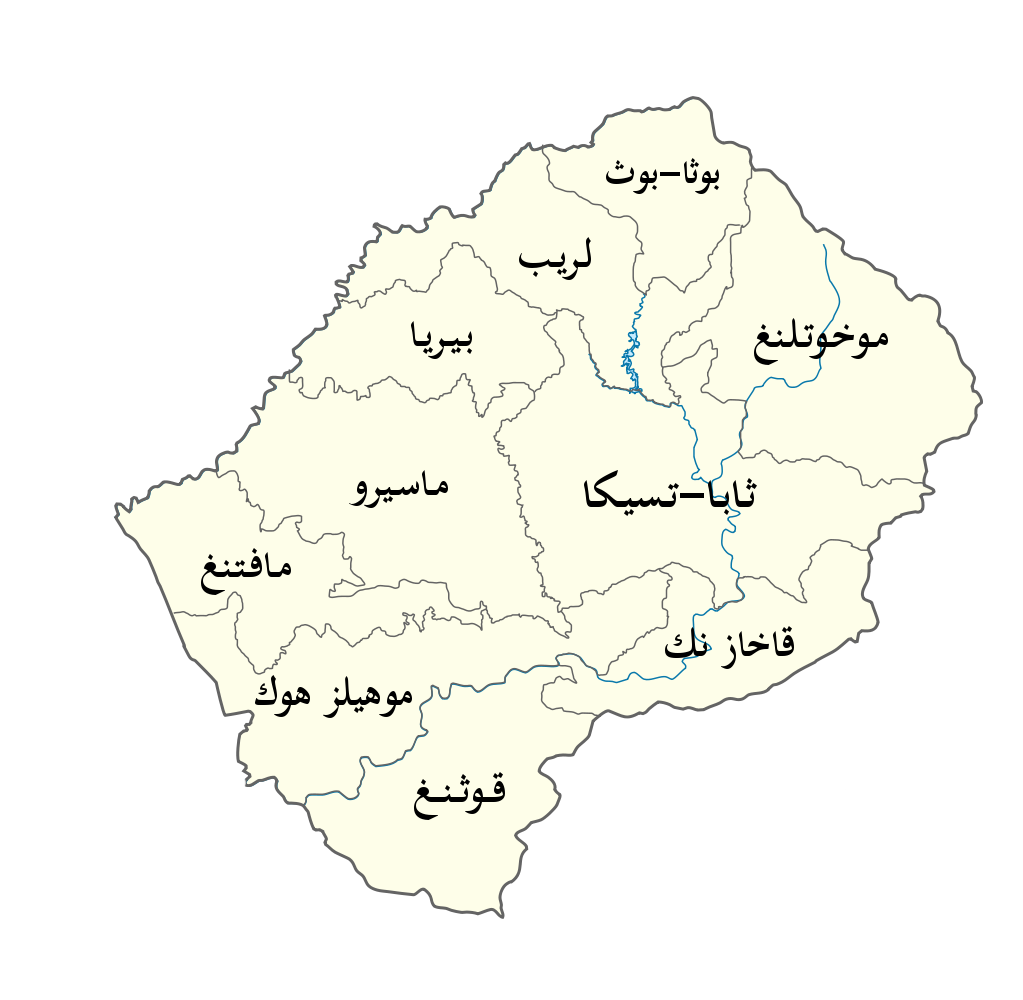
مناطق ومدن ليسوتو

تقسم ليسوتو إلى 10 مقاطعات، كل مقاطعة لها مدير، وكل مقاطعة لها عاصمة وتعرف عواصم المقاطعات في ليسوتو باسم كامبتاون. هذه المقاطعات هي:-
1. بيريا
2. بوثا-بوث
3. لريب
4. مافتنغ
5. ماسيرو
6. موهيلز هوك
7. موخوتلنغ
8. قاخاز نك
9. قوثنغ
10. ثابا-تسيكا

### العلاقات الخارجية
ليسوتو هي عضو في ساوث أفريكان ديفيلوبمنت كوميونتي (SADC) وفي ساوث أفريكان كستومز يونيون (SACU).
ليسوتو أيضا تعترف بدولة فلسطين.
في الماضي، كانت ليسوتو تعارض أبارتيد (الفصل العنصري) بشكل علني وبقوة. كما ساعدت في إيواء ومنح اللجوء السياسي لهاربين من نظام الفصل العنصري.

### القانون
القانون في ليسوتو لا يستمد من مصدر واحد ولكن من العديد من المصادر لعل أهمها:
الدستور، التشريعات، القانون العام، السوابق القضائية، الأعراف والتقاليد والوثائق الرسمية.

## الجغرافيا

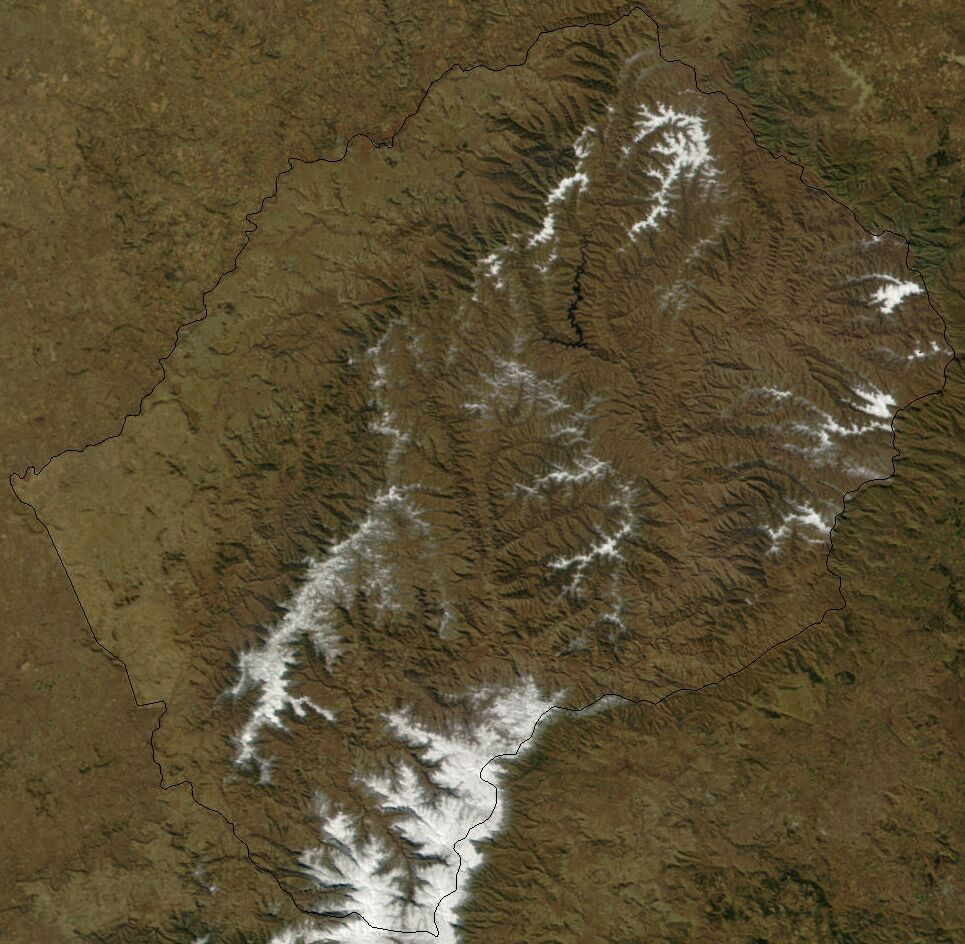
صورة فضائية لليسوتو

تبلغ مساحة مملكة ليسوتو 30,355 كم مربع (11,720 ميل مربع)، وهي الدولة الوحيدة التي تقع باكملها على ارتفاع لا يقل عن 1,400 متر (4,593 قدم) حيث توجد أدنى نقاطها على ارتفاع 1,400 متر (4,593 قدم) وهي مكان التقاء نهري أورانج وماخالينج، وبذلك فهي الأعلى على مستوى العالم، حوالي 80% من المملكة يقع على ارتفاع 1,800 متر (5,906 قدم)، وتعتبر ليسوتو أيضا أقصى الدول المغلقة جنوبا في العالم وتحاط كليا بدولة جنوب إفريقيا.

### المناخ
يخضع مناخ ليسوتو بالأساس لتأثير موقع البلاد داخل حوض كارو على ارتفاعات تمتد من حوالي 1400م إلى ما يفوق 3480م فوق سطح البحر. التأثيرات البحرية لكل من المحيط الأطلسي والمحيط الهندي لا تلعب دورا مهما في تشكيل مناخ البلاد قدر ما يلعبه كل من العلو عن سطح البحر والموقع على خط العرض. فموقع البلاد بمنطقة شبه مدارية ذات ضغط مرتفع يجعلها تحت تأثير دوران عكسي للكتل الهوائية مع فرض وجود تيار هوائي يهب من القطاع الغربي على مستوى 3000م فوق سطح البحر.
يكون فصل الشتاء جافا وباردا على العموم. وهو يتميز بسيطرة مرتفع ضغط جوي يجعل الأجواء صافية والهواء جافا ودرجات الحرارة دافئة إلى معتدلة خلال النهار تمسي باردة سريعا بعيد الغروب. تكون التساقطات خلال هذا الفصل، إن وجدت، قليلة وعلى شكل ثلوج بالأساس. وتسقط الثلوج سنويا عل المرتفعات وأحيانا حتى على الأراضي المنخفضة. وهي ناتجة عن المنخفضات الجوية الجنوب قطبية التي تولد دوريا جبهات هوائية تخترق أحيانا جميع أجواء البلاد. وينتج عن مرور هذه الجبهات درجات حرارة متدنية وأمطار باردة بالمنخفضات وتساقطات ثلجية قوية على المرتفعات. وتسجل التساقطات الثلجية القوية عادة في أوائل وأواخر فصل الشتاء.
أما فصل الصيف فيكون حارا ورطبا نتيجة قرب البلاد من نطاق التقارب بين المداري وقربها من منطقة منخفض كالَهاري الذي يدفع بـالكتل الهوائية المدارية الرطبة من حوض الكونغو نحو البلاد. بفعل التيارات الهوائية والتضاريس، ترتفع الكتل الهوائية الرطبة لتنزل على شكل زخات مطرية تشكل 85% من المجموع السنوي للتساقطات. فخلال أشهر فصل الصيف، تكون أجواء معظم الأيام غائمة جزئيا إلى غائمة مصحوبة في العادة وعلى نطاق واسع بزخات مطرية. كما يعرف هذا الفصل، في العادة، زخات مطرية رعدية قصيرة ومتقطعة وكذا عواصف برد مصحوبة برياح قوية.
تعرف التساقطات تغيرا شديدا حسب الزمان والمكان معا. فالتساقطات السنوية تتراوح بين 500مم بوادي نهر سِـنكو و 1200مم بعدد قليل من الأماكن بشمال وشرق البلاد على الحدود مع جنوب أفريقيا. كما تعرف كميات التساقطات السنوية تغايرا مهما من سنة لأخرى ولا يتطابق التوزيع السنوي للتساقطات من أجل أي سنتين. وتـُسَجل معظم كمية التساقطات خلال الأشهر الرطبة السبعة لفصل الصيف التي تمتد من شهر أكتوبر إلى شهر أبريل. وتعتبر الفترة الممتدة من شهر دجنبر إلى شهر فبراير فترة الذروة للتساقطات حيث تسجل فيها معظم مناطق البلاد تساقطات شهرية تتجاوز 100مم وتسجل معدل 6 أيام ممطرة تفوق كمية تساقطاتها 5مم.
و تسجل أدنى قيمة للتساقطات المطرية خلال شهر يونيو حيث لا تتجاوز التساقطات 15مم بمعظم المحطات الرصدية.
يتراوح المعدل الشهري للتبخر بين 60مم إلى 70مم خلال الفترة يونيو-يوليو وبين 175مم إلى 225مم خلال الفترة دجنبر-يناير. ويتراوح المتوسط السنوي لمجموع البلاد بين 1400مم بالمرتفعات و 1600مم بالمنخفضات.
بصفة عامة، تنعم ليسوتو بجو نقي وقليل الرطوبة. وترتفع نسبة الرطوبة خلال فصل الصيف حيث يُحمل الهواء الرطب من حوض الكونغو إلى البلاد.
يشير سجل التشمس إلى أن البلاد تستقبل 60% إلى 80% من التشمس القصوي الممكن خلال السنة. تسجل المنخفضات متوسط ساعات تشمس تقارب 3211.
تعرف درجات الحرارة تغايرا شديدا على السلم الزمني اليومي والشهري وكذا السنوي. وهي في الغالب دون ما تسجله المناطق الداخلية الأخرى المتواجدة ضمن مساحات شاسعة على نفس خط العرض سواء كانت في النصف الشمالي أو الجنوبي للكرة الأرضية. وهذا راجع بعضه لاستدقاق الطرف الجنوبي للقارة الأفريقية ولكن بالأخص لارتفاع البلاد. يتراوح المعدل الشهري لدرجات الحرارة الدنيا خلال فصل الشتاء ما بين 6.3-°م بالمنخفضات و 5.1°م بالمرتفعات. في حين قد يبلغ المتوسط الشهري لدرجات الحرارة الدنيا خلال فصل الشتاء 10.7-°م، وقد تصل درجات الحرارة الدنيا اليومية إلى ما دون 21-°م. وقد تسجل درجات حرارة دنيا يومية شبه منعدمة حتى خلال فصل الصيف سواء بالمنخفضات وبالمرتفعات على حد السواء
تتراوح درجات الحرارة السنوية ما بين 15.2°م بالمنخفضات و 7°م بالمرتفعات. ويعرف شهر يناير أعلى متوسط درجات حرارة عليا للبلاد الذي يتراوح ما بين 20°م بالمرتفعات و 32°م بالمنخفضات. وفي المقابل، يعتبر تسجيل متوسط درجات حرارة يراوح 0°م أمر معتاد لأجل أكثر الشهور برودة ألا وهو شهر يونيو، الذي يعرف متوسط شهري لدرجات الحرارة تتراوح ما بين 3-°م و 1-°م بالمنخفضات وما بين 8.5-°م و 6-°م بالمرتفعات.
يتراوح المتوسط الشهري لسرعة الريح ما بين 1.4م/ث خلال شهر أكتوبر و 8م/ث خلال شهر غشت. وتهب الرياح عادة من القطاع الغربي بين الاتجاهين 200° و 300°. وتسجل أحيانا رياح قوية تفوق سرعتها 20م/ث خلال العواصف الرعدية الصيفية.

## الاقتصاد
ليسوتو هي جزء من الدول الفقيرة ولكن ناتجها المحلي الإجمالي قد تضاعف تقريبا 1990 حتى 2000. في عام 2005، كان معدل النمو 1 ٪. في عام 2007، توقع الخبراء نمو أكثر من 5 ٪ لعام 2008 [1] السنة.
ليسوتو لديها ثروة يحسد عليها من قبل جيرانها : المياه. وسيتم تعزيز قدرة البلاد الكهرومائية من مشروع مياه ليسوتو المرتفعات، الذي بحلول عام 2020 سوف السيطرة على مياه نهر أورانج والنشرات الإتاوات الكبيرة. ويتم استهلاك هذا المورد جزئيا، وجزئيا ليتم بيعها إلى البلدان المجاورة. ومع ذلك، فإن الجفاف منذ عام 2001 يهدد هذه الأصول.
دخل العمال من المناجم في جنوب أفريقيا وليسوتو، والتي تمثل حوالي واحد في ثلاثة، هي مصدر مهم للنقد الأجنبي. تزرع الموارد الرئيسية ليسوتو ولكن الميزان التجاري الزراعي لديها عجز عالية. صناعة الغزل والنسيج هي أكبر رب عمل في البلاد. قطاع التعدين يشهد تحولا.

### مشاكل اجتماعية
يسوتو البالغ عددهم 2,067,000 نسمة أفارقة سود يُسَمَّون باسوتو ويتميَّزون بالقوة ويربون الماشية ويزرعون المحاصيل الغذائية. وتقاس ثروة الأُسرة عادة بعدد الأبقار التي تمتلكها. ومعظمهم يعيشون في قرى عدد أفرادها أقل من 250 نسمة. والمجموعات الأُسريَّة تبني أكواخها حول حظائر الأبقار مع وجود مساحات فضاء فسيحة تفصل بين أكواخ كل مجموعة أُسرية وأخرى. والأكواخ التقليدية مصنوعة من الطِّين وأسقفها من القش. والسُّكان غالبًا ما يرسمون بعض التَّصميمات بألوان زاهية على أبواب وحيطان الأكواخ. والأثرياء منهم يعيشون في بيوت حجرية مسقوفة بسطح من الصفيح أو البلاط. وكل قرية بها مكان للاجتماع حيث يناقش فيه الرجال شؤون القرية.
ويزرع السُّكان محاصيلهم في الأراضي المحيطة بالقرية ويشترك كلُّ الناس في ملكية الأراضي، ويقوم الرؤساء المحليون بتوزيع الأرض على الناس.
وتقوم النساء بالأعمال الصعبة في المزارع والبيوت حيث يقمن بعزق الأرض وحش الحشائش وجني المحاصيل وبناء البيوت. والرجال يحرثون الأرض ويرعون الأغنام والأبقار الماشية. ويقوم الأطفال عند بلوغ الخامسة أو السادسة برعي الماشية. وبينما يعود الأطفال مع قطعانهم كل ليلة إلى مساكنهم في السُّهول يبقى أندادهم في المرتفعات الشرقية شهورًا بعيدين عن منازلهم يتحركون مع قطعانهم بحثًا عن المراعي.
والغذاء الأساسي للناس هو الذرة الشامية اللبن الخضراوات. وتقوم النساء بعمل مشروب محلي من الذرة.
وفي القرن التاسع عشر الميلادي، كان سكان ليسوتو يرتدون ملابس من جلود الحيوانات. ومعظمهم الآن يرتدون ملابس غربية لكنهم غالبًا ما يلفون أنفسهم في ملاءات متعددة الألوان من أجل التدفئة.

## السكان

### اللغات
اللغتان الرَّسميتان لسكان ليسوتو هما الإنجليزية السيسوتية.

### الدين
يقدر عدد سكان ليسوتو إلى أن حوالي 90% من المسيحيين. الرومان الكاثوليك، هي أكبر جماعة دينية، ويشكلون حوالي 45% من السكان. الانجيليين يشكلون 26% من السكان والجماعات المسيحية الأخرى، إضافة ل 19% من المسلمين والهندوس والبوذيين والبهائيين، وأتباع الديانات التقليدية للشعوب الأصلية تشكل 10% الباقية من السكان.

## التعليم
يذهب 75% من أطفال ليسوتو إلى المدارس الابتدائية كما أن حوالي 65% من البالغين يستطيعون القراءة والكتابة. وثلثا أطفال المدارس تقريبًا من البنات، حيث أن الكثير من الأطفال الذكور يقضون أوقاتهم في تربية الماشية. كما يقوم كل الأفراد يوميا بالعمل حتى لساعات متاخرة.

### الصحة
معدل وفيات المواليد حوالى 8.3%، ويوجد 5 أطباء لكل 100,000 شخص.

## النقل والمواصلات

### الطيران
إن إجمالي عدد المطارات في ليسوتو يبلغ 28 مطارًا، ثلاثة منهم لديه مدارج للإقلاع وللهبوط ممهدة. المطار الدولي الوحيد بها هو مطار موشوشو الدولي في مازينود على مقربة من جنوب شرق ماسبيرو. مدرج الإقلاع والهبوط بمطار موشوشو هو المدرج الوحيد الذي يبلغ طوله أكثر من 1,523 متر، يبلغ 3,200 متر.
فيما يتعلق بالمطارات الأخرى، فهناك مدرج ممهد يبلغ طوله ما بين 914 و 1,523 متر وهناك مدرج آخر يبلغ طوله أقل من 914. أربعة من المطارات لديها مدارج غير ممهدة يبلغ طولهم ما بين 914 و 1,523 متر، وأخرى غير ممهدة يبلغ طولها أقل من 914 متر.

## وصلات خارجية
- حكومة ليسوتو
- مقالة ليسوتو في «ذا وورلد فاكتبك» من السي آي أي
- مصالح الأرصاد الجوية لليسوتو